# Zdrój (województwo wielkopolskie)
Zdrój – wieś w Polsce, położona w województwie wielkopolskim, w powiecie grodziskim, w gminie Grodzisk Wielkopolski. 
W latach 1975–1998 miejscowość administracyjnie należała do województwa poznańskiego.
Pierwsza wzmianka o wsi pochodzi z 1415 roku (Wyzdroy). W późniejszych wiekach nazywana także Zdroje (Zdroye), a w okresie zaboru Gratz-Abbau. Wieś Zdroy (Zdroje) położona była w 1581 roku w powiecie kościańskim województwa poznańskiego.
W okresie Wielkiego Księstwa Poznańskiego (1815–1848) wieś wzmiankowana była jako Zdroj i należała do wsi większych w ówczesnym powiecie bukowskim, który dzielił się na cztery okręgi (bukowski, grodziski, lutomyślski oraz lwowkowski). Zdroj należał do okręgu grodziskiego i stanowił część obszernego majątku Grodzisk (Grätz), którego właścicielem był wówczas Szolc i Łubieński. Według spisu urzędowego z 1837 roku wieś liczyła 149 mieszkańców i 13 dymów (domostw).
W Zdroju znajdował się najstarszy dom wiejski w Wielkopolsce, pochodzący z 1607 roku, a w czerwcu 1990 roku przeniesiony do skansenu w Dziekanowicach.
Tu 13 września 1857 roku urodził się Michał Drzymała. Fakt ten upamiętnia kamień z tablicą metalową, położony niedaleko gospodarstwa, w którym Drzymała przyszedł na świat.
We wsi ma siedzibę Grodziska Fabryka Wyposażenia Wagonów „Growag”, znajduje się tu także kompleks rekreacyjno-sportowy z nowoczesną strzelnicą i wigwamem.
W Zdroju działa od 15 marca 2007 roku Ludowy Klub Piłkarski Inter Zdrój.